# Paweł Valde-Nowak
Paweł Valde-Nowak (* 24. Mai 1954 in Krakau) ist ein polnischer Ur- und Frühgeschichtler.

## Leben
Paweł Valde-Nowak schloss 1979 sein Magister-Studium an der Jagiellonen-Universität ab. Seit 1981 arbeitet er am Institut für Archäologie und Ethnologie der Polnischen Akademie der Wissenschaften. 1985 promovierte er mit der Dissertation Die Jungsteinzeit und der Beginn der Bronzezeit in den polnischen Karpaten. Von 1994 bis 1998 war er Leiter des deutsch-polnischen Projekts Rekonstruktion der ältesten Ansiedlungen in den Sudeten. Seine Habilitation erfolgte 1996, die Ernennung zum Professor 2003. Von 2004 bis 2005 war er an der Universität Danzig, ab Dezember 2005 am Institut für Archäologie der Jagiellonen-Universität. Seit 2013 ist Paweł Valde-Nowak dort ordentlicher Professor und Direktor des Instituts. Verschiedene Lehraufträge führten ihn auch an deutsche Hochschulen, so 1990/1991 an die Universität Erlangen, 1999/2000 an die Universität Tübingen und 2010/2011 an die Universität Köln.

## Veröffentlichungen (Auswahl)
- mit A. Nadachowski und M. Wolsan: Upper Palaeolithic boomerang made of a mammoth tusk in South Poland. In: Nature. Band 329, 1987, S. 436–438.
- Menilite Hornstone Deposits and their Prehistoric Exploitation. In: Acta Archaeologica Carpathica. Band 30, 1987, S. 55–86.
- Etapy i strefy zasiedlenia Karpat polskich w neolicie i na początku epoki brązu. 1988
- Studies in Pleistocene Settlement in the Polish Carpathians. In: Antiquity. 65, 248, 1991, S. 593–606.
- Eine schnurkeramische Siedlung in den Karpaten. In: Archäologisches Korrespondenzblatt. Band 25, 1994, S. 49–59.
- mit W. Weißmüller: Eine archäologische Prospektion im inneren Bayerischen Wald. Zum Problem der neolithischen Nutzung der Mittelgebirge. In: Archäologisches Korrespondenzblatt. Band 24, 1994, S. 137–144.
- Osadnictwo wczesnorolnicze średniogórza niemieckiego. Krakau 1995
- North-Carpathians Province of lithic raw Materials in Stone and Bronze Age. In: Archeologia Polona. Band 33, 1995, S. 111–118.
- Studien zur Gebirgsfazies des Neolithikums in Mitteleuropa. In: Przegląd Archeologiczny. Band 43, 1995, S. 65–86.
- The Pastoral Neolithic of European Mid Mountains. In: M. Pearce, M. Tosi (red.), Papers from the EAA Thid Annual Meeting at Ravenna 1997, Band 1: Pre- and Protohistory. BAR International Series 717. Oxford 1998, S. 86–91.
- mit A. Muzyczuk A.: Magdalenian settlement at Hłomcza (Polish Carpathians). In: Acta Archaeologica Carpathica. Band 35, 2000, S. 5–32.
- Siedlungsarchäologische Untersuchungen zur neolithischen Nutzung der mitteleuropäischen Gebirgslandschaften (= Internationale Archäologie 69). VML-Verlag Maria Leidorf, Rahden/Westfalen 2002.
- mit T. L. Kienlin: Neolithische Transhumanz in den Mittelgebirgen: Ein Survey im westlichen Schwarzwald. In: Prähistorische Zeitschrift. 77/1, 2002, S. 29–75.
- Obłazowa Cave: Nouvel éclairage pour les mains de Gargas? In: International Newsletter on Rock Art. Band 35, 2003, S. 7–10.
- mit A. Nadachowski und T. Madeyska (Hrsg.): Obłazowa Cave. Human activity, stratigraphy and palaeoenvironment. Krakau 2003
- Polen. In: Reallexikon der Vorgeschichte. Band 10, Göttingen 2003, S. 220–234.
- The Obłazowa and Hłomcza: two Palaeolithic sites in the North-Carpathians Province of silica raw materials. In: B. Adams, B. Blades (Hrsg.): Lithic Materials and Paleolithic Societies. Wiley-Blackwell, Oxford 2009, ISBN 978-1-4443-1196-9, S. 196–207.
- Early forming adaptation in the Wiśnicz Foothills in the Carpathians. Settlements at Łoniowa and Zerków. In: Recherches Archaeologiques. SN 1, Krakau 2009, S. 15–36.
- mit W. Margielewski, M. Krąpiec und V. Zernitskaya: A Neolithic yew bow in the Polish Carpathians: Evidence of the impact of human activity on mountainous palaeoenvironment from the Kamiennik landslide peat bog. In: CATENA. Band 8, 2010, S. 141–153.
- mit T. L. Kienlin, K. Cappenberg, M. Korczyńska und M. S. Przybyła: Peripherie oder Kommunikationsraum? Siedlungsarchäologische Untersuchungen im Vorfeld der polnischen Westkarpaten (Wiśnicz-Hügelland und mittleres Dunajectal, Kleinpolen). In B. Horejs, T. L. Kienlin (Hrsg.): Siedlung und Handwerk. Studien zu sozialen Kontexten in der Bronzezeit, AG Bronzezeit Mannheim (= Universitätsforschungen zur Prähistorischen Archäologie 194). Verlag Dr. Rudolf Habelt, Bonn 2010, S. 191–267.
- mit K. Sobczyk: Badania Jaskini Ciemnej w latach 2007–2012. In: Prądnik, Prace i Materiały Muzeum im. Prof. Władysława Szafera. Band 22, 2012, S. 45–54.